# Pinus ghiesbreghtii
Pinus ghiesbreghtii là một loài thực vật hạt trần trong họ Pinaceae. Loài này được Linden ex Seneclanze mô tả khoa học đầu tiên năm 1868.